# 温裕成
温裕成（1908年—1933年），江苏人，中国共产党早期领导人。

## 生平
早年在上海做工，曾参加五卅运动。1927年5月，在中国共产主义青年团“四大”当选为团中央委员。1928年7月，在共青团 “五大”当选为团中央委员，任工人经济斗争部部长；至次年1月，任中共中央工运委委员。1929年6月至11月，任中共江苏省委常委兼团省委书记。1930年2月至1931年3月，任中央军委委员。1930年8月，任中央总行动委员会委员，9月在中共六届三中扩大全会上补选为中央委员、政治局候补委员，并任共青团中央局（又称少共中央局）书记。
1931年1月，在中共六届四中扩大全会上仍当选为政治局候补委员；3月因不遵守党的秘密工作纪律和贪污等问题，先后受到严重警告；5月被撤销中央职务。后到鄂豫皖根据地，任革命军事委员会政治部主任、湘鄂西团省委书记。1933年，牺牲。